# Chen Yi

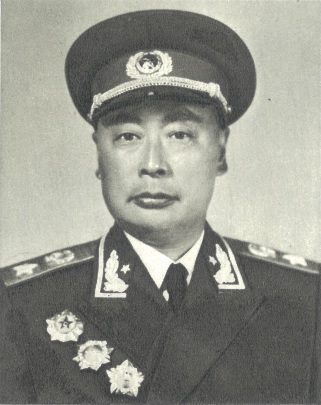
Marschall Chen Yi 1955

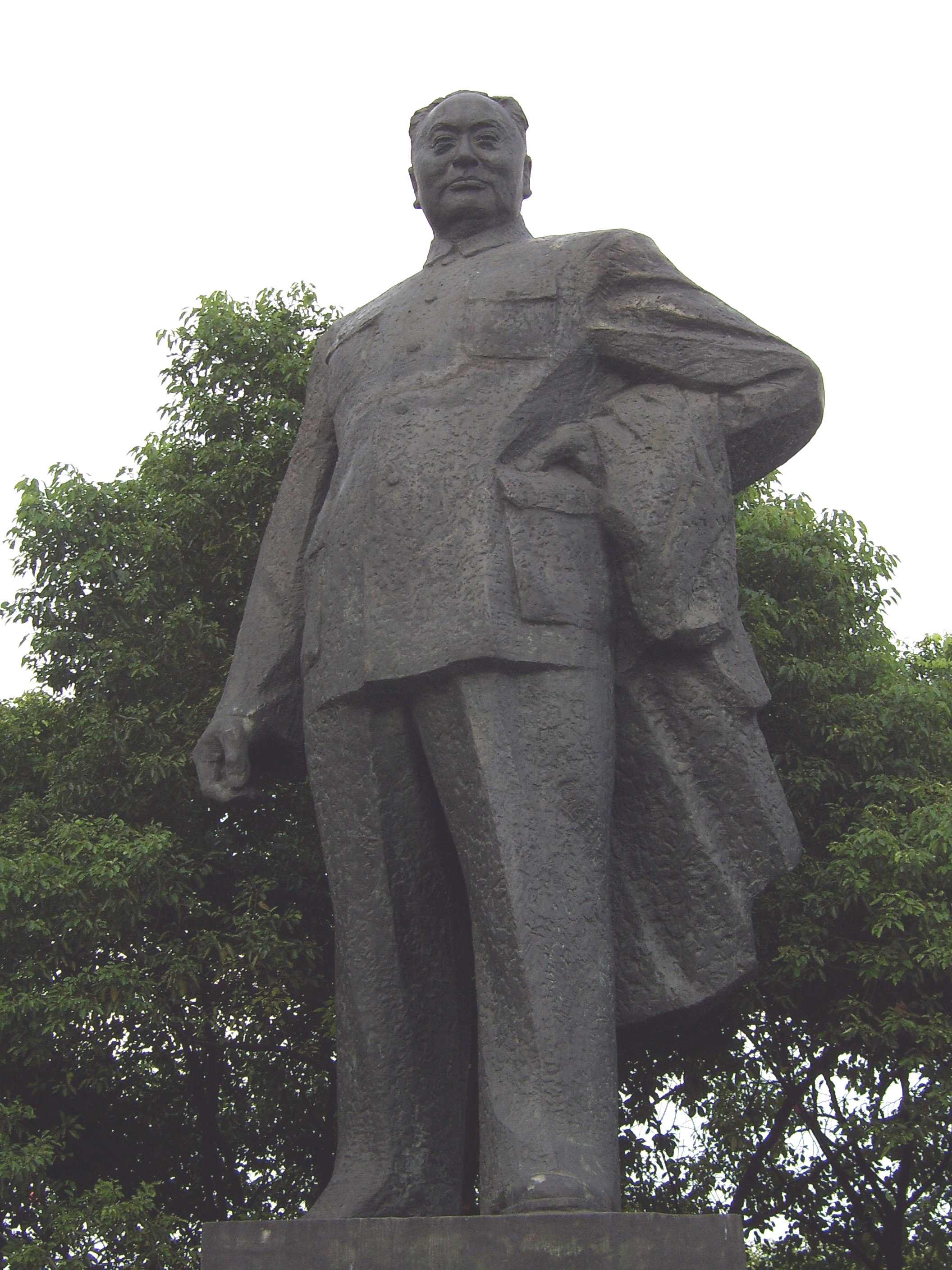
Die Bronzestatue von Chen Yi in Shanghai.

Chen Yi (chinesisch 陳毅 / 陈毅, Pinyin Chén Yì; * 26. August 1901 in Lezhi, Chinesisches Kaiserreich; † 6. Januar 1972 in Peking, Volksrepublik China) war ein chinesischer Armeeführer, Politiker und Dichter.

## Leben
Chen Yi wurde 1901 als Sohn eines mittleren Beamten in Lezhi, Provinz Sichuan geboren. Er besuchte Grund- und Berufsschule. 1919 schaffte er es, als Werkstudent nach Frankreich zu gehen, wurde allerdings 1921 deportiert, nachdem er an einer politischen Demonstration von chinesischen Studenten teilgenommen hatte. Danach studierte er an der Französisch-Chinesischen Universität in Peking und trat sowohl in die Kommunistische Partei Chinas als auch in die Guomindang ein.
Ab 1926 besuchte er die Whampoa-Militärakademie, wo er auch Zhou Enlai kennenlernte. Nach dem Bruch zwischen KPCh und Guomindang 1927 nahm er am erfolglosen Nanchang-Aufstand teil und schlug sich nach dessen Zusammenbruch zu Mao Zedongs Guerillabasis im Jinggang-Gebirge durch. Bei der Bildung der Vierten Roten Armee 1928 wurde Chen zum Direktor der Politabteilung ernannt.
Beim Langen Marsch 1935 befehligte Chen eine Nachhuteinheit, die sich hinter den feindlichen Linien bewegen und Kräfte binden sollte – ein Himmelfahrtskommando, bei dem er mehr als einmal nur knapp mit dem Leben davonkam. Bei der Bildung der Neuen Vierten Armee wurde Chen Divisionskommandeur, ab 1941 Kommandeur der ganzen Armee. Seine Armee war in der Endphase des Chinesischen Bürgerkriegs von 1946 bis 1949 eine der wichtigsten kommunistischen Armeen.
1945 wurde er Mitglied im Zentralkomitee der Kommunistischen Partei Chinas, 1956 Mitglied des Politbüros, außerdem von 1949 bis 1958 Bürgermeister von Shanghai. 1958 wurde Chen von Zhou Enlai zu seinem Nachfolger im Amt des Außenministers bestimmt.
Während der Kulturrevolution wurde er von der Viererbande scharf angegriffen und verlor seine Ämter in Partei und Regierung. Allerdings wurde er weiter von Zhou Enlai unterstützt; das zeigte sich nicht zuletzt daran, dass er nach seinem Tod am 6. Januar 1972 in allen Ehren begraben wurde. Sein Begräbnis war auch der letzte öffentliche Auftritt von Mao Zedong.
| Personendaten    | Personendaten                                                                                             |
| ---------------- | --- |
| NAME             | Chen, Yi                                                                                                  |
| ALTERNATIVNAMEN  | Chén, Yì (Pinyin); Can4, Ngai6 (Jyutping); 陈毅 (chinesisch, Kurzzeichen); 陳毅 (chinesisch, Langzeichen) |
| KURZBESCHREIBUNG | chinesischer Armeeführer und Politiker                                                                    |
| GEBURTSDATUM     | 26. August 1901                                                                                           |
| GEBURTSORT       | Lezhi |
| STERBEDATUM      | 6. Januar 1972                                                                                            |
| STERBEORT        | Peking |